# Куартанго
Куартанго (баск. Kuartango (офіційна назва), ісп. Cuartango) — муніципалітет в Іспанії, у складі автономної спільноти Країна Басків, у провінції Алава. Населення — 357 осіб (2009).
Муніципалітет розташований на відстані близько 280 км на північ від Мадрида, 17 км на захід від Віторії.
На території муніципалітету розташовані такі населені пункти: Анда, Андагоя, Катадіано, Апрікано, Ечабаррі-Куартанго, Тортура, Хокано, Арчуа, Арріано, Гільярте, Луна, Іньюрріта, Марінда, Санта-Еулалія, Урбіна-де-Басабе, Вільяманка, Сендадіано, Урбіна-Еса, Урібаррі-Куартанго, Суацу-Куартанго (адміністративний центр).

## Демографія
Динаміка населення (INE ):

## Галерея зображень

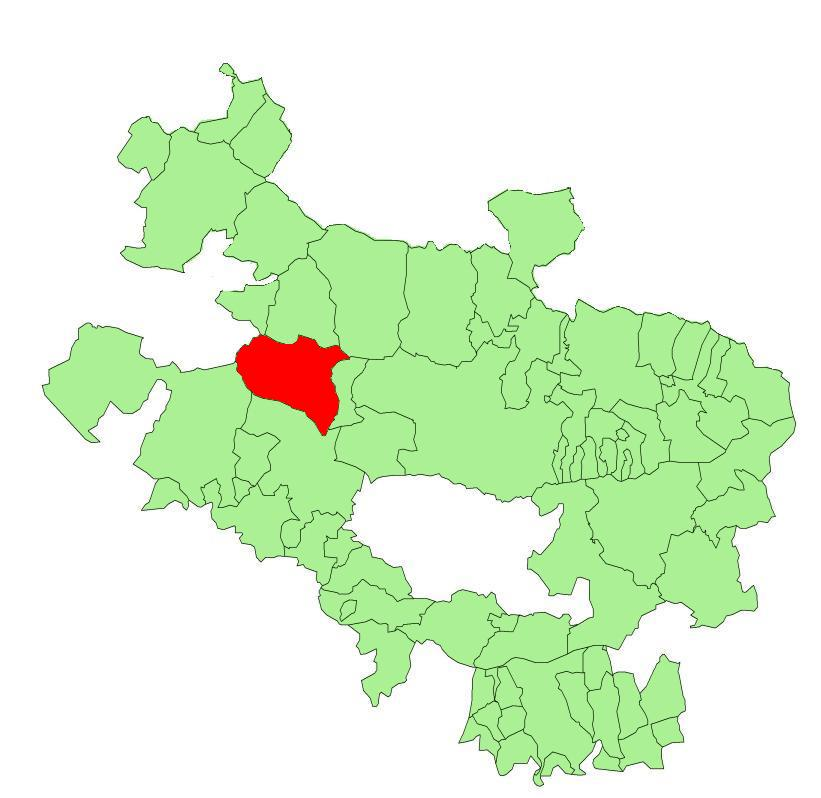
Розташування муніципалітету
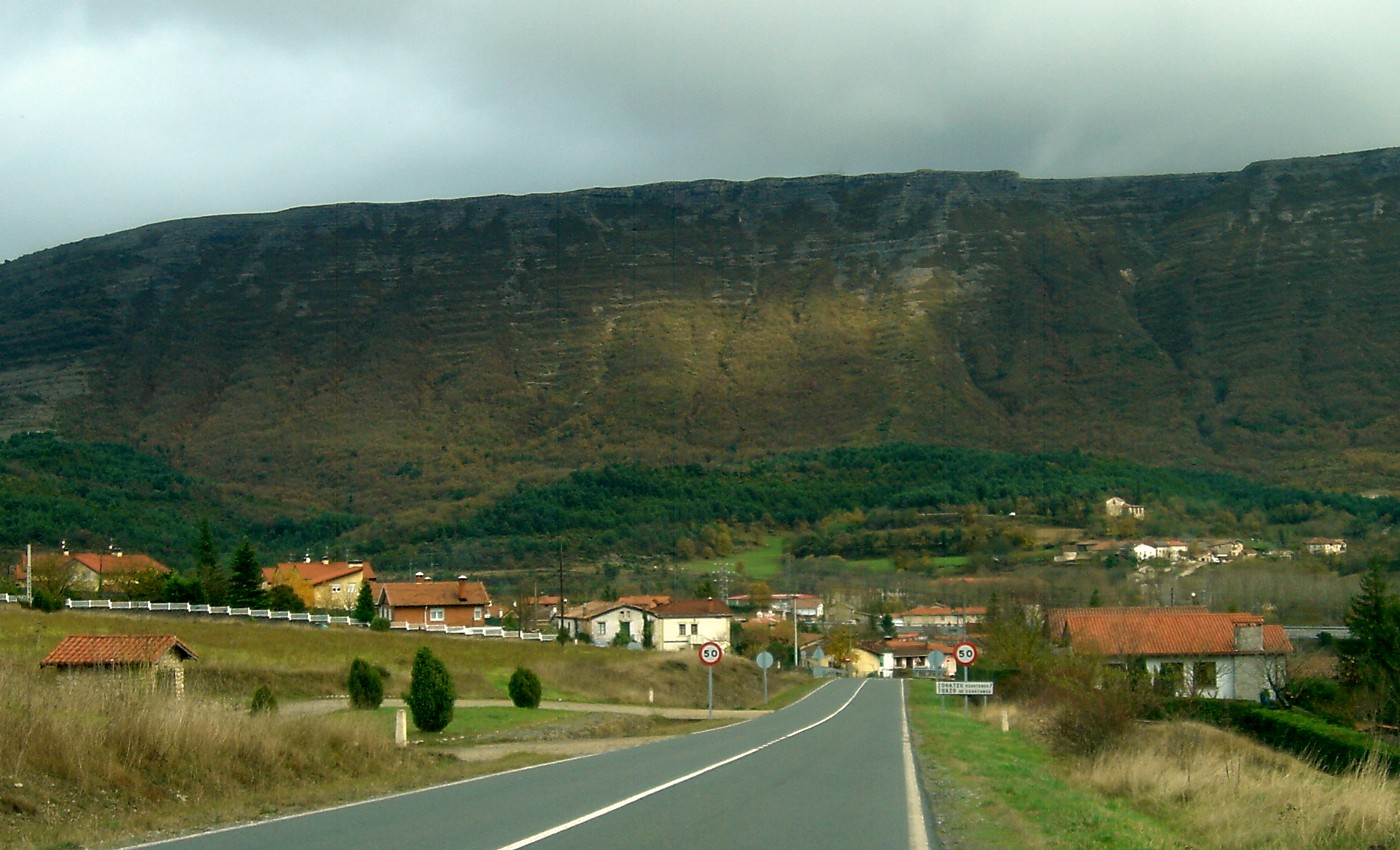
Суацу-Куартанго
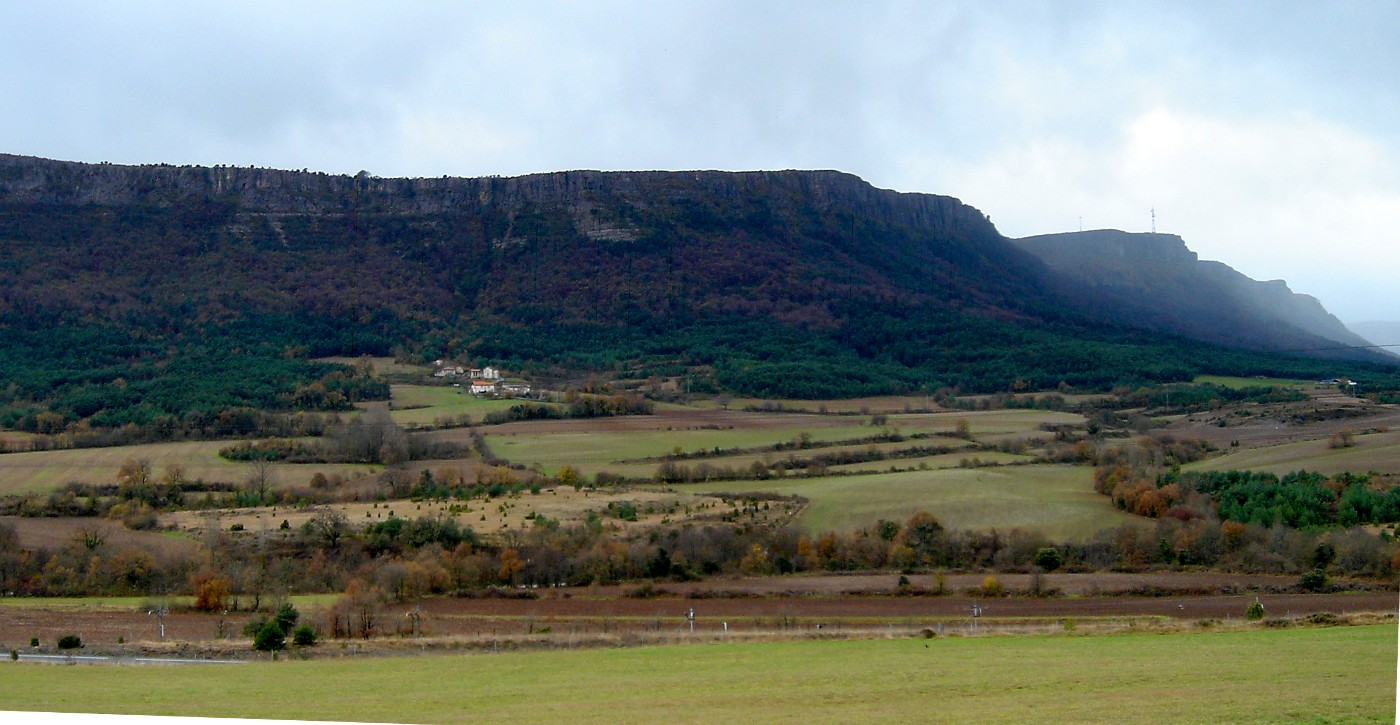
Урібаррі-Куартанго